# Keresztelő Szent János-templom (Tornagörgő)
A Keresztelő Szent János-templom Tornagörgő (szlovákul Hrhov) község római katolikus temploma. A falu központjában található, erődfallal körülvett, középkori eredetű, eredetileg gótikus, majd klasszicista stílusú templom egy forrásmészkő (travertínó, helyi nevén darázskő) dombon található.

## Története
A templom alapjai a 13. század második feléből valóak, 1500 körül építették át gótikus stílusban. 1550 körül Görgő lakossága a reformáció híve lett és a templom is a reformátusoké lett, egészen 1687-ig, amikor a falu földesura visszaadta a katolikusoknak. A templomot körülvevő, forrásmészkőből épített védőfal (négyzet alaprajzú alacsony toronnyal) a 17. században épült, a török harcok és a rendi felkelések során fontos védelmi feladatot töltött be. 1814-1815-ben klasszicista stílusban átépítették és kibővítették, majd 1848-ban új tornyot is építettek.

## Leírása
A templom tengelyében található a hajó, mely az átépítések során egyre hosszabb lett, egy szélesebb nyugati és egy keskenyebb keleti részből áll, poroszsüveg-boltozat fedi, melyen 1950-ben készült falfestmények találhatóak. A dongaboltozatos szentély a keskenyebb részhez csatlakozik; ez a templom legrégebbi része (eredetileg román stílusú volt). A sekrestye az északi oldalon található. A gömöri klasszicista stílusban épült torony a nyugati homlokzat előtt magasodik. A hajó nyugati portáléjának kő-falburkolata őrzi a templom eredeti gótikus stílusát.
A templom falában található Bebek György gótikus stílusú sírköve 1381-ből, a Bebekek domborműves címerével és körfelirattal. Anyaga szádvárborsai vörösmárvány, a gombaszögi pálos monostorból került Tornagörgőre.
A főoltár klasszicista stílusú központi képét (Krisztus megkeresztelése) 1848-ban festette Ardian Gyula, az oltáron 4 angyalszobor található. A szentségtartó és a kehely 1800 körül készült. A hajóban a Keresztút állomásainak kőnyomatai láthatóak, melyek 1930 körül készültek. Ugyancsak a hajóban található 8 búcsújárási zászló és egy missziós kereszt egy másik az előcsarnokban). A sekrestyében Krug József tanító (1911-37) emléktáblája látható. Az orgonát 1901-ben készült Országh Sándor rákospalotai orgonakészítőnél. A toronyban két harang található: a nagyobbat Páduai Szent Antalnak szentelték és a temesvári Novotny Antal öntötte, a kisebbet pedig 1928-ban Chomutovban Richard Herold. A templomkerítés és a lépcsőzet 1934-ben készült.